# Litauens herrlandslag i bandy
Litauens herrlandslag i bandy representerar Litauen i bandy på herrsidan. Man samtyckte till att delta i VM 2011, utan att till slut komma. Till VM 2012 var man anmälda men drog sig ur. 